# Wenzel Köhler (Philologe)

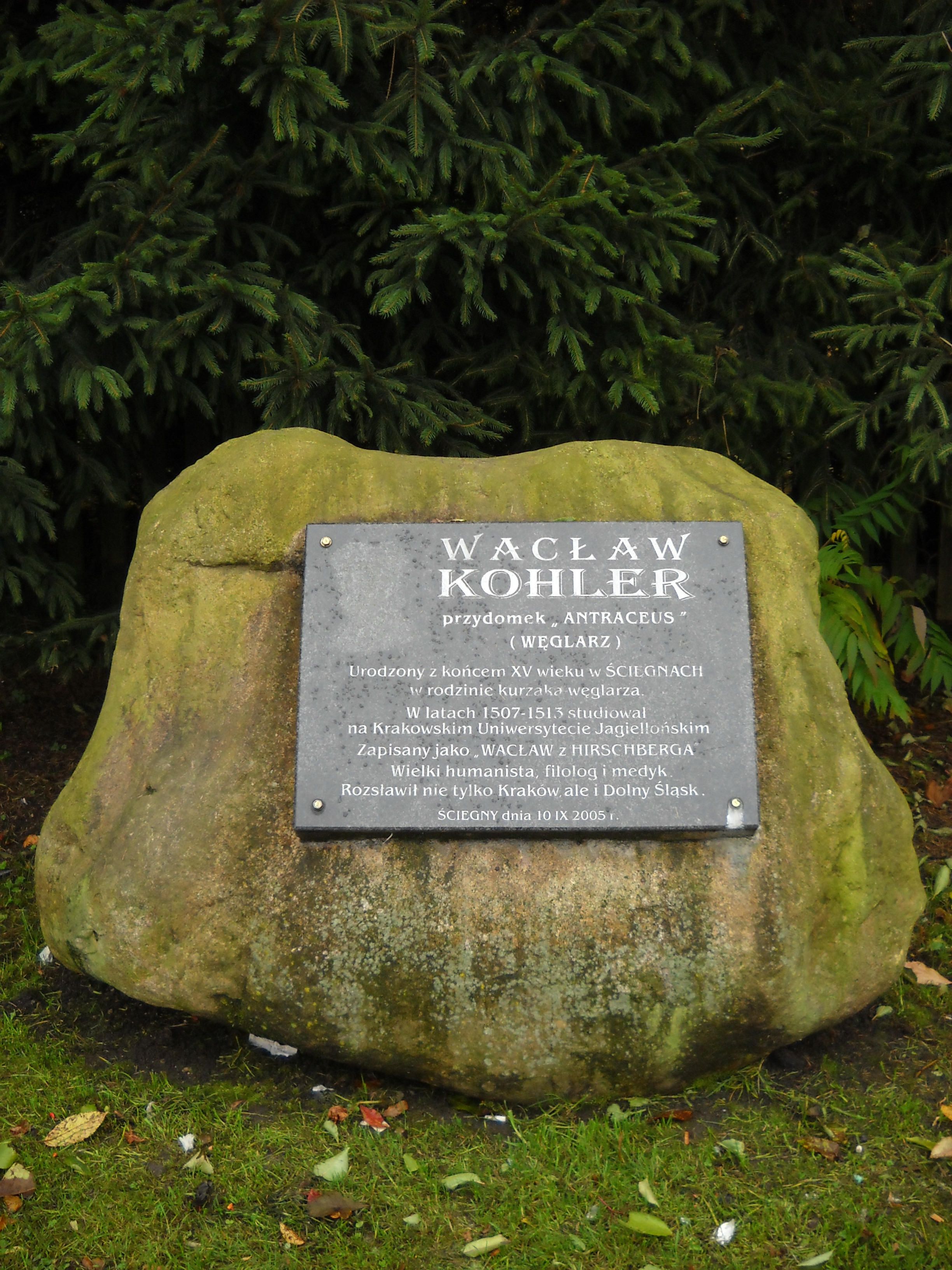
Gedenkstein mit Porträt in Ściegny (Steinseiffen)

Wenzel Köhler (* Ende 15. Jahrhundert in Steinseiffen, Herzogtum Schweidnitz-Jauer; † 1546) war ein deutscher Humanist, Philologe und Mediziner. Er benutzte die Beinamen Ant(h)raceus und aus Hirschberg. Köhler war Anhänger des Erasmus von Rotterdam. Köhler sprach Latein, Griechisch und Hebräisch. Er war der erste Hebraist in Krakau.

## Leben und Wirken
Wenzel Köhler stammte aus einer Köhlerfamilie, wurde in Steinseiffen bei Krummhübel geboren und lebte in jungen Jahren in Hirschberg. Von 1507 bis 1513 studierte er an der Jagiellonen-Universität in Krakau. Nach dem Studium wurde er in Krakau sesshaft, wo er als Arzt und Professor der Philologie an der Jagiellonen-Universität tätig war. Auch wenn Köhler keinen Hebräisch-Unterricht besuchte und nicht bekannt ist, woher er seine hebräischen Sprachkenntnisse besaß, wurde er der erste Hebraist in Krakau.